# Малое Петраково (Архангельская область)
Малое Петраково — деревня в Красноборском районе Архангельской области. Входит в состав Верхнеуфтюгского сельского поселения.

## География
Находится в юго-восточной части Архангельской области на расстоянии приблизительно 7 км на запад по прямой от административного центра поселения деревни Верхняя Уфтюга на правобережье реки Уфтюга.

## История
В 1939 году в Петраковском сельсовете Малого Петраково еще не было отмечено. Деревня Петраково тогда было единой.

## Население
Численность населения: 8 человек (русские 100 %) в 2002 году, 5 в 2010.